# L'Oie
L'Oie là một xã ở tỉnh Vendée trong vùng Pays de la Loire, Pháp. Xã này có diện tích 14,06 km², dân số năm 2006 là 1018 người. Xã này nằm ở khu vực có độ cao trung bình 100 mét trên mực nước biển. Danh xưng dân địa phương trong tiếng Pháp là Oyennes et les Oyens.

## Biến động dân số
| Năm | 1962 | 1968 | 1975 | 1982 | 1990 | 1999 | 2006  |
| --- | ---- | ---- | ---- | ---- | ---- | ---- | ----- |
| Dân số | 681  | 711  | 713  | 752  | 852  | 835  | 1 018 |
| From the year 1962 on: No double counting—residents of multiple communes (e.g. students and military personnel) are counted only once. |      |      |      |      |      |      |       |